# Mame Fatou Thiaw
Pour les articles homonymes, voir Thiaw.
Mame Fatou Thiaw, née le 3 juillet 1984, est une karatéka sénégalaise née en 1984. Elle a remporté la médaille d'or en kumite plus de 68 kg aux Jeux africains de 2015 à Brazzaville. Elle avait auparavant été deux fois médaillée aux championnats d'Afrique de karaté 2002, d'or en kata par équipes et de bronze en kumite individuel.
Elle est médaillée de bronze des moins de 68 kg aux Championnats d'Afrique de karaté 2017 à Yaoundé. 